# Eichsfeld-Gymnasium
Das Eichsfeld-Gymnasium (EGD), gegründet 1876, ist ein staatliches allgemeinbildendes Gymnasium in Duderstadt im niedersächsischen Landkreis Göttingen. Die ca. 1060 Schülerinnen und Schüler werden in zwei Gebäuden unterrichtet. Die Jahrgänge 5 bis 6 sind im „EGD Junior“ in der Christian-Blank-Straße untergebracht, die übrigen Stufen im Hauptstandort „Auf der Klappe“.

## Schulprofil
Musik
Das EGD verfügt über ein breites Angebot im musikalischen Bereich, zu dem Bigband, Concert Band, Bläserklassen und zwei Chöre zählen.
Umweltschule in Europa
Das Gymnasium wurde u. a. aufgrund der Zielsetzung, den Umweltschutz und die Gesundheit zu fördern, mit dem Prädikat „Umweltschule in Europa“ ausgezeichnet.
IT und Medienpädagogik
In Jahrgang 11 ist es möglich, am Pilotprojekt einer Tabletklasse teilzunehmen.
Präventionsarbeit
Ein besonderer Schwerpunkt der Schule liegt auf der Präventionsarbeit.
Schüleraustausche
Ein wichtiges Element der Schulkultur ist der Austausch mit den Schulen der Partnerstädte Duderstadts. Jährlich wird seit 1995 das Lyzeum im polnischen Kartuzy und ein Collège in Combs-la-Ville in Frankreich besucht.

## Gebäude
Die Schule teilt sich mit der Heinz-Sielmann-Realschule ein Gebäude am Hauptstandort „Auf der Klappe“, zu dem auch ein Mensagebäude, eine Dreifeld-Turnhalle und mehrere Sportflächen (Sportplatz mit Tartanbahn, Basketballfeld, Beachvolleyballplatz) gehören. Das Hallenbad am Standort ist zurzeit geschlossen.
Die Außenstelle in der Christian-Blank-Straße soll in den nächsten Jahren verlassen werden, am Hauptstandort entsteht ein Erweiterungsbau. In diesen wird mit der Pestalozzi-Schule auch eine Förderschule einziehen.

## Liste der Schulleiter
| 1876–1900 | Meyer             |
| 1900–1906 | Jacobi            |
| 1906–1920 | Jaeger            |
| 1920–1925 | Atzert            |
| 1925–1934 | Stuke             |
| 1934–1946 | Hartung           |
| 1946–1958 | Thiel             |
| 1958–1963 | Ossenkopp         |
| 1963–1967 | Placke            |
| 1967–1985 | Licher            |
| 1985–2007 | Heribert Warnking |
| 2008–2022 | Thomas Nebenführ  |
| seit 2022 | Steffen Hartmann  |

## Ehemalige Schüler
- Hans-Jürgen Fröhlich (1932–1986), Schriftsteller
- Hermann Bringmann (1936–2001), Sportpädagoge
- Lothar Koch (1939–2023), Politiker
- Wolfgang Nolte (* 1947), Bürgermeister von Duderstadt
- Hermann Böning (* 1959), Künstler
- Christoph Karrasch (* 1982), Physiker
- Anna Lena Riedel (* 2000), ehemalige Fußballspielerin